# 적색 간판 규제
적색 간판 규제는 대한민국의 지방자치단체에서 도시 미관을 이유로 붉은색 계통의 옥외간판을 규제하는 것을 말한다.
1999년 말을 시작으로 각 지방자치단체별로 시행하였다. 서울특별시의 경우 간판의 배경이 적색이나 검정일 때 그 색이 차지하는 넓이가 반을 넘으면 안 된다. SK그룹은 적색이 배경으로 된 주유소 간판의 색 비율을 바꿔 오다가 2005년에 적색 이외에 주황색이 들어가도록 로고를 바꾸었다. 이 밖에도 맥도날드, 피자헛, 코카콜라, KFC, 나이키 등 적색 바탕 간판을 쓰는 다국적 기업도 규제를 받는데, 제프리 존스 주한 미국 상공회의소 회장은 이에 대해 항의하였다. 반면 우체국 간판은 원색 적색이 아니라 해서 규제를 받지 않는다.

## 같이 보기
- 상호 규제를 피하기 위한 유사명칭